# Liste der Nebenflüsse der Queich
Die Liste der Nebenflüsse der Queich enthält die wesentlichen Zuflüsse und Abzweige des linken Rheinzuflusses Queich.
Daten nach
- GeoExplorer der Wasserwirtschaftsverwaltung Rheinland-Pfalz (Hinweise) und
- Kartendienst des Landschaftsinformationssystems der Naturschutzverwaltung Rheinland-Pfalz (LANIS-Karte) (Hinweise)

Die Farbe Grau unterlegt die ebenfalls eingestellten Daten der Queich selbst.

Die Farbe Blau unterlegt die abzweigenden Äste.

| Stat. in km | Name                                        | GKZ             | Lage        | Länge in km | EZG in km² | Mündung                                                             | Mündungshöhe in m ü. NHN | Quelle                                                                                      | Quellhöhe in m ü. NHN | Bemerkungen |
| ----------- | ------------------------------------------- | --------------- | ----------- | ----------- | ---------- | ------------------------------------------------------------------- | ------------------------ | ------------------------------------------------------------------------------------------- | --------------------- | --- |
|             | Gillenbach                                  | 23772-12        | rechts      | 02,3        | 002,4      | Hauenstein, Ortsmitte                                               | 225,0                    | Hauenstein, Ostfuß Hoher Kopf                                                               | 276,0                 | |
|             | Mischbach                                   | 23772-132       | links       | 00,4        | 000,6      | Hauenstein, Nordostende                                             | 224,0                    | Hauenstein, südlich Sportplätze                                                             | 233,0                 | [ 1 ] |
|             | Steinbach                                   | 23772-14        | rechts      | 01,9        | 002,1      | Hauenstein, Westfuß Kleiner Rauhberg                                | 217,0                    | Hauenstein, Ostfuß Weimersberg                                                              | 268,0                 | |
|             | (Bach vom Kohlwoog)                         | 23772-16        | links       | 01,2        | 003,2      | Wilgartswiesen, Südrand                                             | 211,0                    | Wilgartswiesen, Kohlwoog                                                                    | 235,0                 | |
|             | (Zufluss von unterhalb der Tiergartenhalde) | 23772-18        | links       | 01,1        | 001,9      | Wilgartswiesen, Ortsbeginn                                          | 209,0                    | Wilgartswiesen, Naturschutzgebiet                                                           | 230,0                 | [ 1 ] |
|             | Spirkelbach                                 | 23772-18        | rechts      | 03,3        | 003,3      | Wilgartswiesen, Auffahrt B 10                                       | 208,0                    | Spirkelbach, Westfuß Höllenberg                                                             | 248,0                 | |
|             | Wellbach                                    | 23772-2         | links       | 12,8        | 059,3      | Rinnthal, Abzweig B 48 von B 10                                     | 190,0                    | Eschkopf, Ostfuß                                                                            | 490,0                 | |
|             | (Zufluss aus dem Finstertal)                | 23772-3?        | links       | 00,8        | 000,9      | Sarnstall, Nordende                                                 | 185,0                    | Sarnstall, Im Finstertal                                                                    | 254,0                 | [ 1 ] |
|             | Rimbach                                     | 23772-4         | rechts      | 08,2        | 020,9      | Sarnstall, Südende                                                  | 182,0                    | Darstein, Nordwestfuß Kochelstein                                                           | 269,0                 | |
|             | Ebersbach                                   | 23772-52        | rechts      | 03,2        | 004,7      | Annweiler, Westrand                                                 | 181,0                    | Wernersberg, Südwestfuß Ebersberg                                                           | 267,0                 | |
|             | Klingelbach                                 | 23772-53?       | rechts      | 01,7        | 001,1      | Annweiler, Westende                                                 | 180,0                    | Annweiler, Westhang Klingelberg                                                             | 270,0                 | [ 1 ] |
|             | Bindersbach                                 | 23772-54        | rechts      | 02,5        | 002,3      | Annweiler, Meßplatz                                                 | 178,0                    | Bindersbach, Nordrand                                                                       | 230,0                 | |
|             | Trifelsbach                                 | 23772-56        | rechts      | 02,9        | 002,8      | Annweiler, Nordrand, Queich-Brücke B 10                             | 176,0                    | Annweiler, Ostfuß Ruine Anebos                                                              | 287,0                 | |
|             | Hahnenbach                                  | 23772-58        | links       | 02,8        | 003,9      | Queichhambach, ggü. Nordwestrand                                    | 172,0                    | Gräfenhausen, Ostfuß Kehrenkopf                                                             | 278,0                 | |
|             | (Bach vom Hohenberg)                        | 23772-592       | rechts      | 02,0        | 000,9      | Queichhambach, Nordrand                                             | 172,0                    | Queichhambach, Nordwesthang Hohenberg                                                       | 370,0                 | |
|             | Eisbach                                     | 23772-6         | links       | 10,5        | 049,8      | Annweiler, Neumühle                                                 | 168,0                    | Edenkoben, Pfaffenkopf, Westfuß                                                             | 353,0                 | mit Quellbach Katzenbach; Unterlauf statt Eisbach nach größerem Oberlauf auch Eußerbach |
|             | Wintersbach (?)                             | 23772-714       | rechts      | 01,5        | 001,0      | Albersweiler, Bahnhof                                               | 167,0                    | Albersweiler, Nordhang Hohenberg                                                            | 235,0                 | [ 1 ] |
|             | Schwelterbach                               | 23772-72        | links       | 02,6        | 002,7      | Albersweiler, bei Friedhofsweg                                      | 160,0                    | Frankweiler, Ostabfall Orensberg                                                            | 345,0                 | |
|             | Kolchenbach                                 | 23772-74        | rechts      | 02,5        | 002,3      | Siebeldingen, Westrand                                              | 162,0                    | Birkweiler, Kastanienbusch                                                                  | 247,0                 | |
|             | Siebeldinger Bach                           | 23772-75?       | links       | 01,7        | 001,6      | Siebeldingen, Westrand                                              | 160,0                    | neben Deutscher Weinstraße Frankweiler–Siebeldingen                                         | 215,0                 | [ 1 ] |
|             | Frankenbächel/Ransgraben                    | 23772-76        | links       | 03,2        | 003,4      | Godramstein, südwestlich                                            | 152,0                    | Frankweiler, Ortslage                                                                       | 227,0                 | |
|             | Ranschbach                                  | 23772-78        | rechts      | 06,9        | 005,0      | Landau, etwas westlich                                              | 147,0                    | Ranschbach, Rosental                                                                        | 299,0                 | |
|             | Birnbach                                    | 23772-8         | rechts      | 15,0        | 012,6      | Queichheim, St.-Pauls-Stift                                         | 135,0                    | Leinsweiler, westlich am Nordwesthang des Wetterbergs                                       | 352,0                 | |
|             | →→ Spiegelbach                              | 23772-91237548  | nach rechts | 09,9        | 054,6      | Sondernheim, im Altrhein                                            | 098,0                    | Ottersheimer Teilungswehr zwischen Neumühle von Offenbach an der Queich und Zeiskamer Mühle | 123,0                 | Abgang des Mündungszweigs Spiegelbach |
|             | Großgraben                                  | 23772-92        | links       | 02,7        | 002,0      | Zeiskam, unterhalb Zeiskamer Mühle                                  | 119,0                    | Offenbach an der Queich, Niederungswald Lichter Queichschlag                                | 124,0                 | ist rechter Abzweig eines Floßbachs/Fuchsbachs/der späteren Druslach, möglicherweise zuvor von der Queich selbst mit gespeist |
|             | Sollach                                     | 23772-94        | rechts      | 08,1        | 012,9      | Germersheim, Waldrand im Westen                                     | 110,0                    | Flachlandkeil in der Gabel des Ottersheimer Teilungswehrs                                   | 122,0                 | aus mehreren Entwässerungsgräben |
|             | Trompetergraben                             | 23772-96        | rechts      | 02,3        | 002,6      | Germersheim, Nordrand des alten Festungsgeländes bei Filchnerstraße | 100,0                    | Abgang von der Queich in Germersheim, Westrand, Ecke der August-Becker-Straße               | 105,0                 | Die Queich läuft an der Außenseite der früheren Festungsstadt entlang, der Trompetergraben geht von ihr rechts ab und läuft durch die Stadt bis zur Wiedervereinigung. Nach anderer Quelle sind die zwei parallelen Äste gerade vertauscht zu bezeichnen: die Queich laufe durch die Stadt und der Trompetergraben am Rande. |
|             | →→ Kleinrheingraben/Wörthgraben             | 23772-972377322 | nach links  | 02,3        | 003,0      | Lingenfeld, Altrhein                                                | 100,0                    | Germersheim, Nordrand des alten Festungsgeländes bei Filchnerstraße, Gewässerkreuzung       | 100,0                 | Abgang am Zusammenfluss von Queich und Trompetergraben, mündet in den Lingenfelder Altrhein. Die Queich hat von hier dann noch einen kurzen Mündungslauf zum Rhein selbst. |
|             | Queich                                      | 23772           | n. a.       | 51,6        | 271,2      | Germersheim                                                         | 095,0                    | Hauenstein, Stephanstal                                                                     | 273,0                 | mündet in den Rhein |